# Bixessarri
Bixessarri (/biʃəˈsari/) est un village d'Andorre situé dans la paroisse de Sant Julià de Lòria qui comptait 56 habitants en 2017.

## Géographie

### Localisation
Le village de Bixessarri est situé à une altitude de 1 180 m, sur la rive gauche du riu d'Os sur un sol constitué par d'anciens dépôts glaciaires. Bixessarri est accessible par la route CG-6 depuis Aixovall (3,5 km). Celle-ci permet également d'atteindre la frontière espagnole et de basculer vers Os de Civís. La route CS-111 naissant dans le village permet de rejoindre le sanctuaire de Canòlich puis de là l'Espagne (Civís) ou le village andorran de Fontaneda par la Collada de la Gallina.

### Climat
| Mois                              | jan. | fév. | mars | avril | mai  | juin | jui. | août | sep. | oct. | nov. | déc. | année |
| --------------------------------- | ---- | ---- | ---- | ----- | ---- | ---- | ---- | ---- | ---- | ---- | ---- | ---- | ----- |
| Température minimale moyenne (°C) | −2,6 | −2,4 | −0,1 | 2     | 5,7  | 9,4  | 11,8 | 11,7 | 8,6  | 5,2  | 1    | −1,7 | 4,1   |
| Température moyenne (°C)          | 2,1  | 3,2  | 5,8  | 7,6   | 11,5 | 15,7 | 18,8 | 18,3 | 14,8 | 10,6 | 5,8  | 2,8  | 9,8   |
| Température maximale moyenne (°C) | 7    | 8,8  | 11,9 | 13,4  | 17,5 | 22,1 | 25,9 | 25,4 | 21,2 | 16,3 | 10,8 | 7,4  | 15,6  |
| Précipitations (mm)               | 56,3 | 32,8 | 44,6 | 80,6  | 96,4 | 86   | 62,3 | 80,6 | 84,3 | 82,1 | 85,3 | 68,6 | 860,1 |

## Toponymie
Le nom du village est un toponyme d'origine basque. Il dériverait de baxa ou baxo signifiant « bois » ainsi que de sarri qui a le sens de « végétation dense / fourré ».
Le toponyme présente de multiples variantes orthographiques : Bixissarri, Bixisarri, Bixessarri, Bixesarri, Bissisarri. La commune de Sant Julià de Lòria va demander à la commission de toponymie d'Andorre l'orthrographe Bissisari, alors que les habitants du village souhaitent que se maintienne l'orthographe Bixessari comme elle apparaît dans divers ouvrages de référence. Les formes anciennes Vexasarri et Vexasseri sont attestées. Le village est mentionné pour la première fois en 1176.

## Patrimoine

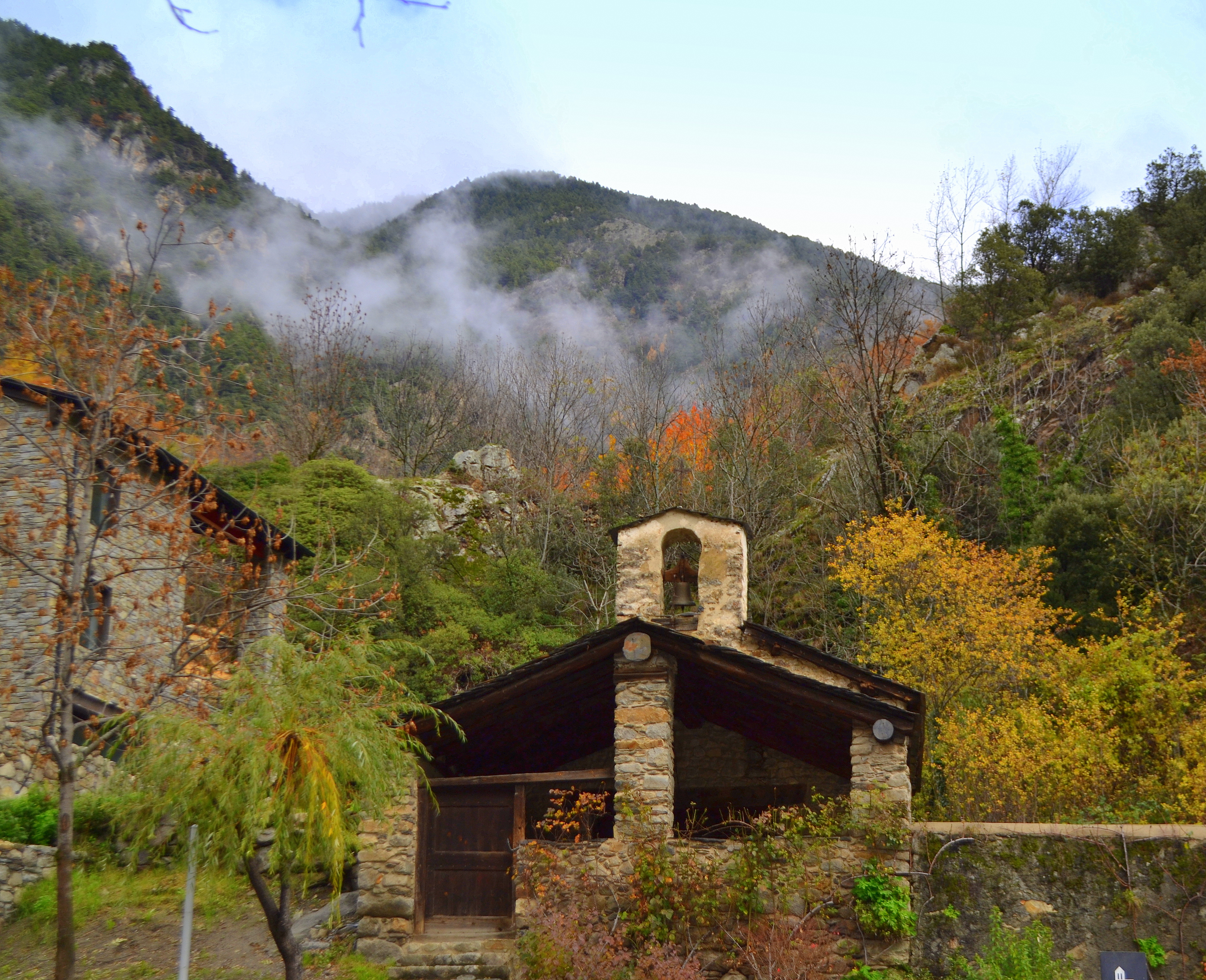
Sant Esteve de Bixessarri

- Le village abrite l'église Sant Esteve de Bixessarri, construite en 1701, classée édifice protégé d'Andorre. De plan rectangulaire et dotée d'un clocher-mur elle abrite également un retable baroque du XVIIIe siècle[12].
- Can Pere est une maison qui conserve en son sein du mobilier et des documents anciens, datés du XVIe siècle[13].
- En janvier 2016, des gravures rupestres ont été découvertes près du village sur un ancien chemin reliant Bixessarri à Aixovall. Celles-ci ont été datées de la fin de l'âge du fer pour les plus anciennes tandis que les plus récentes remontent au haut Moyen Âge. Ces gravures laissent deviner des motifs en étoiles - couramment retrouvés dans les gravures préhistoriques du sud de l'Europe - ainsi que de possibles inscriptions en alphabet ibère[14].

## Démographie
La population de Bixessarri était estimée en 1838 à 50 habitants et à 70 habitants en 1875.

### Époque contemporaine
| 1984 | 1985 | 1986 | 1987 | 1988 | 1989 | 1990 | 1991 | 1992 |
| ---- | ---- | ---- | ---- | ---- | ---- | ---- | ---- | ---- |
| 9    | 9    | 9    | 14   | 15   | 15   | 20   | 24   | 29   |

| 1993 | 1994 | 1995 | 1996 | 1997 | 1998 | 1999 | 2000 | 2001 |
| ---- | ---- | ---- | ---- | ---- | ---- | ---- | ---- | ---- |
| 31   | 29   | 28   | 37   | 34   | 34   | 25   | 25   | 31   |

| 2002 | 2003 | 2004 | 2005 | 2006 | 2007 | 2008 | 2009 | 2010 |
| ---- | ---- | ---- | ---- | ---- | ---- | ---- | ---- | ---- |
| 30   | 29   | 31   | 29   | 27   | 28   | 30   | 40   | 40   |

| 2011 | 2012 | 2013 | 2014 | 2015 | 2016 | 2017 | - | - |
| ---- | ---- | ---- | ---- | ---- | ---- | ---- | - | - |
| 47   | 45   | 44   | 47   | 47   | 54   | 56   | - | - |